# Omonville-la-Rogue
Pour les articles homonymes, voir Omonville (homonymie).
Omonville-la-Rogue est une ancienne commune française du département de la Manche et de la région Normandie, peuplée de 436 habitants.
Depuis le 1er janvier 2017, elle fait partie de la nouvelle commune de La Hague et a le statut de commune déléguée.

## Géographie

### Localisation
Située dans la Hague, son territoire s'étend sur la côte entre le ruisseau de l'Épine d'Hue (près de la baie de Quervière) et la pointe de Jardeheu. Elle est située entre Digulleville à l'ouest, Éculleville au sud-est, et Beaumont-Hague au sud. Le village se situe au fond de la vallée de la Vallace qui se jette dans le port du Hâble.
Les communes limitrophes sont Beaumont-Hague, Digulleville et Éculleville.

### Milieux naturels et biodiversité
Cette partie du littoral est riche en crustacés et poissons, ce qui explique la présence d'un port de pêche. Certains[Qui ?] craignent que les écosystèmes ou la chaine alimentaire soient localement affectés par les rejets de l'usine de retraitement de la Hague (AREVA-NC). En effet, si la concentration réputée la plus élevée est dans la baie d'Écalgrain à environ 3 kilomètres de l’émissaire, Omonville la Rogue est encore située dans la zone dite de dilution (1 à environ 20 kilomètres au nord-est de l’émissaire). Les niveaux de radioactivité y sont normalement inférieurs à ceux d’Herquemoulin et comme partout autour des installations nucléaires importantes, une surveillance est assurée par l'État, le gestionnaire de l'usine et les ONG. Le carbone 14 (14C), émetteur bêta pur, issu du retraitement des combustibles irradiés, mesuré depuis 1997, est devenu un contaminant plus important pour le réseau trophique, en comparaison, les rejets il y a vingt ans qui étaient responsables autour de la Hague d'une radioactivité gamma artificielle dans les produits de la mer, sont actuellement en très forte diminution.
Des dauphins, marsouins et baleines fréquentent parfois les parages, comme une jeune baleine à bosse retrouvée morte en février 2009.

## Toponymie
Le lieu est attesté sous les formes Osmundi ville dedit Roigo vers 1090, Apud Osmonvillam vers 1210, Osmunvilla la Rogues en 1261.
Nom en -ville, appellatif toponymique issu du gallo-roman VILLA « domaine rural ». Ce genre de formation a été en vogue du VIIe au XIe siècle environ.
Le premier élément Omon- s'explique par un nom de personne comme c'est généralement le cas. Ici il s'agit probablement de l'anthroponyme vieux norrois Osmundr, variante d'un autre nom de personne également norrois Ásmundr.
François de Beaurepaire évoque une origine commune pour le village voisin d'Omonville-la-Petite, simplement séparé par Digulleville. Le même colon scandinave est sans doute à l'origine des deux Omonville.
Homonymie avec Omonville-la-Folliot (Manche), Omonville (Seine-Maritime), Osmonville (Seine-Maritime) et Omonville (Eure), tous situés en Normandie.
L'ancien prénom à l'époque de la Normandie ducale (cf. Osmond de Sées) se perpétue dans les patronymes normands Osmond (graphie spécifique au Cotentin), Osmont, Omont, etc.
Le déterminant complémentaire -la-Rogue est sans doute un nom de famille Roigo, aujourd'hui Rogues, issu d'un anthroponyme germanique.

### Micro-toponymes
- Port du Hâble : il s'agit d'un toponyme pléonastique, car l'élément Hâble signifie précisément « port ». Il y a de très nombreux Hâble dans le Cotentin et il s'agit du même mot que Havre, dont le Havre, désigné le Hable de Grace en 1489. L'ancien appellatif norrois höfn (génitif hafnar, vieux danois hafn), signifie « port de mer naturel, havre » et son évolution phonétique est semblable à celle du terme étrave attesté lui aussi sous des formes analogues comme estable et qui remonte probablement à l'ancien scandinave stafn[5]. Ce mot de vieux norrois se perpétue dans les langues nordiques modernes : islandais höfn, féroïen havn et norvégien / danois havn[5].
- Vaucotte désigne un lieu du rivage et constitue peut-être un transfert du nom de Vaucottes à Vattetot-sur-Mer (Vaucote 1461-1462), village côtier de Seine-Maritime, cependant il existe encore d’autres Vaucotte(s), dont Vaucottes à Luc-sur-Mer (Calvados)[6]. D'après les spécialistes, Vaucotte correspondrait aux Walcote, Walcott et Walcot anglais et serait issu des éléments vieil anglais walh et cot au sens de « maison de paysan »[6] ou « maison des Britons »[7]. Il a peut-être subi l'influence des éléments scandinaves correspondant valr et kot, l'étude de la racine germanique *kot s'avérant particulièrement complexe en Normandie cf. les termes dialectaux cote « cabane, hutte, maison », cotin « cabane, niche à chien, étable à cochon »[5].
- Étimbert (Pointe d' ou de l') : la commune utilise également une forme alternative Étimberg[8]. Il existe également un chemin et un pré de l'Étimbert ou de l'Étimberg, ainsi qu'une lande Étimbert / Etimberg. Par ailleurs on trouve la trace d'un personnage en Champagne comportant un toponyme analogue dans son nom, à savoir Lambert de Simebost, alias de Seine-bost, d'Estainbert et d'Estinchoult[9]. Estainbert est possiblement une forme ancienne d’Étimbert, cependant le rapport entre ces deux noms de lieux est obscur. En tout cas, il s'agit d'un nom germanique. L'élément final -bert, analogue au -bert des prénoms comme Robert, Aubert, etc., doit représenter une mauvaise romanisation d'un autre élément d'après cette terminaison -bert rencontrée dans les anthroponymes d’origine germanique. Il s'agit plutôt en effet de l'appellatif germanique berg « élévation, hauteur, mont, montagne » attesté sous diverses formes dans la toponymie du nord de la France. Ainsi, le nom de lieu flamand Humbert est attesté sous les formes Umberche en 1170, puis Unguebert vers 1214 et est considéré comme un toponyme en -berg[10]. Le premier élément Étim- doit représenter le germanique stein « pierre », romanisation semblable à celle d’Eteimbes (Alsace, anciennement Steinbach). La forme primitive d’Étimbert pourrait donc être *Steinnberg qui correspond au type toponymique Steinberg aussi bien en Allemagne qu'en Norvège, mais aussi dans d'autres pays de langues germaniques sous des formes différentes comme Steenberg, etc. Pour ce nom de lieu de la Manche, il faut sans doute préférer la solution scandinave, d'autant que l'appellatif vieux norrois steinn « pierre » est très bien attesté dans le Nord Cotentin, par exemple comme second élément : sur le littoral également, non loin de là, se trouve la Roche Gélétan (rocam le Jal(l)estain vers 1200), Croquetun (anciennement Croquestain) est un rocher en face de Cosqueville[11] et comme premier élément : on identifie un ancien Esteinvei « gué de pierre » en 1320 à Fresville, le Mont Étenclin (Mont Estenclif en 1262)[12] et peut-être Étang val. Dans Estenclif, l'élément -clif représente le vieux norrois klif « falaise »[12] sémantiquement proche de berg. À noter également, le microtoponyme Rocqueberg à Jersey, qui a conservé le -g final, parallèlement on trouve l'Etac ou l'Etacq dans les îles Anglo-Normandes, alors que la forme est Etat dans le Cotentin (chûte de la consonne en finale absolue), terme issu du vieux norrois stakkr.

## Histoire

### Moyen-Âge
Au XIIe siècle, la paroisse relevait de l'honneur de Néhou.
Au XIIIe siècle selon le livre des fiefs sous Philippe Auguste, Guillaume de Rogues tenant du fief d'Omonville donna le nom de la Rogue à la paroisse pour la distinguer de sa voisine, Omonville-la-Petite.

### Temps modernes
En 1567, Guillaume de Sainte-Mère-Église, écuyer, sieur du Tourp, d'Omontille la Roque et Omontville la Petite, est taxé pour ces fiefs de 20 livres dans le rôle des nobles et roturiers, au titre du ban et de l'arrière ban de la vicomté de Coutances, réalisé par Gilles Dancel, seigneur d'Audouville, lieutenant général du bailli de Cotentin, tenu à Coutances les 20-22 octobre. Le fief du Tourp à Omonville, qui valait un huitième de fief de haubert et était tenu du roi sous la vicomté de Valognes, avait des extensions à Digulleville. Le fief dit d'Omonville Sainte-Mère-Église et Omonville La Petite et d'Octeville à Omonville-la-Rogue, qui valait un huitième de fief de haubert, avait des extensions sur Omonville-la-Petite et Digulleville. Dans le même rôle, Jacques de Surtainville, sieur d'Omontville, est taxé de 6 livres pour le fief d'Omonville, qui valait un sixième de fief, et relevait de la baronnie d'Orglandes.
En 1664, une commission d'études des côtes de la Manche, après avoir renoncé créer un port de guerre à Cherbourg, vante les mérites de la fosse d'Omonville permettant de créer un bassin de 48 hectares, plus facilement que les vingt-et-un hectares du port militaire cherbourgeois qui voit le jour près d'un siècle et demi plus tard. En 1686 et 1694, Vauban loue à son tour les mérites de cette position pour la création d'une rade offrant refuge aux vaisseaux et frégates, mais privilégie le port de Cherbourg.

### Époque contemporaine
L'affaire criminelle du garagiste Lucien Jeanne s'est déroulée à Omonville-la-Rogue en 1935 et a connu un large écho. Elle a été jugée aux assises de la Manche, à Coutances, les 19 et 30 juin 1936.

## Politique et administration

### Liste des maires
| Période                                  | Période       | Identité               | Étiquette | Qualité                                                                   |
| ---------------------------------------- | ------------- | ---------------------- | --------- | ------------------------------------------------------------------------- |
| Les données manquantes sont à compléter. |               |                        |           |                                                                           |
| ?                                        | 1912          | Marin Picquenot        |           |                                                                           |
| 1912                                     | 1912          | Jean Octave de Traynel |           |                                                                           |
| 1913                                     | 1916          | Pierre Jean Duval      |           |                                                                           |
| 1917                                     | 1919          | Jean Octave de Traynel |           |                                                                           |
| 1919                                     | 1924          | Pierre Jean Duval      |           |                                                                           |
| 1925                                     | 1934          | Jean Edmond Duval      |           |                                                                           |
| 1935                                     | 1942          | Jean Panzani           |           |                                                                           |
| 1943                                     | 1944          | François Lucien Gain   |           |                                                                           |
| 1945                                     | 1946          | Alexandre Travers      |           |                                                                           |
| 1947                                     | mars 1977     | Marcel Leclerc         |           | Exploitant agricole retraité                                              |
| mars 1977                                | février 1984  |                        | PS        | Instituteur retraité Résistant, Juste parmi les nations                   |
| 1984                                     | décembre 2016 | Michel Canoville       | SE        | Agriculteur Président du District puis de la CC de la Hague (1995 → 2016) |

### Liste des maires délégués
| Période      | Période      | Identité         | Étiquette | Qualité                                                          |
| ------------ | ------------ | ---------------- | --------- | ---------------------------------------------------------------- |
| janvier 2017 | février 2017 | Michel Canoville | SE        | Agriculteur                                                      |
| février 2017 | En cours     | Pascal Monhurel  |           | Géomètre, responsable de site Ancien premier adjoint d'Omonville |

## Population et société
Les habitants de la commune sont appelés les Omonvillais.

### Démographie
L'évolution du nombre d'habitants est connue à travers les recensements de la population effectués dans la commune depuis 1793. À partir du 1er janvier 2009, les populations légales des communes sont publiées annuellement dans le cadre d'un recensement qui repose désormais sur une collecte d'information annuelle, concernant successivement tous les territoires communaux au cours d'une période de cinq ans. 
Pour les communes de moins de 10 000 habitants, une enquête de recensement portant sur toute la population est réalisée tous les cinq ans, les populations légales des années intermédiaires étant quant à elles estimées par interpolation ou extrapolation. Pour la commune, le premier recensement exhaustif entrant dans le cadre du nouveau dispositif a été réalisé en 2007,.
En 2021, la commune comptait 436 habitants, en évolution de −11,02 % par rapport à 2015 (Manche : +0,44 %, France hors Mayotte : +2,49 %).
| 1793 | 1800 | 1806 | 1821 | 1831 | 1836 | 1841 | 1846 | 1851 |
| ---- | ---- | ---- | ---- | ---- | ---- | ---- | ---- | ---- |
| 629  | 583  | 643  | 590  | 569  | 575  | 560  | 531  | 524  |

| 1856 | 1861 | 1866 | 1872 | 1876 | 1881 | 1886 | 1891 | 1896 |
| ---- | ---- | ---- | ---- | ---- | ---- | ---- | ---- | ---- |
| 489  | 468  | 482  | 511  | 519  | 514  | 418  | 432  | 436  |

| 1901 | 1906 | 1911 | 1921 | 1926 | 1931 | 1936 | 1946 | 1954 |
| ---- | ---- | ---- | ---- | ---- | ---- | ---- | ---- | ---- |
| 354  | 368  | 348  | 312  | 273  | 241  | 245  | 295  | 297  |

| 1962 | 1968 | 1975 | 1982 | 1990 | 1999 | 2007 | 2012 | 2017 |
| ---- | ---- | ---- | ---- | ---- | ---- | ---- | ---- | ---- |
| 286  | 285  | 306  | 334  | 511  | 520  | 525  | 503  | 492  |

| 2019 | - | - | - | - | - | - | - | - |
| ---- | - | - | - | - | - | - | - | - |
| 444  | - | - | - | - | - | - | - | - |

### Cultes
Le village est rattaché à la paroisse catholique du Bienheureux Thomas Hélye de la Hague, au sein du doyenné de Cherbourg-Hague. Son principal lieu de culte est l'église Saint-Jean-Baptiste, vocable qui renvoie au saint patron traditionnel du village. Les catholiques vénèrent également la grotte Notre-Dame, qui fait l'objet d'une procession le 15 août.

## Culture locale et patrimoine

### Lieux et monuments

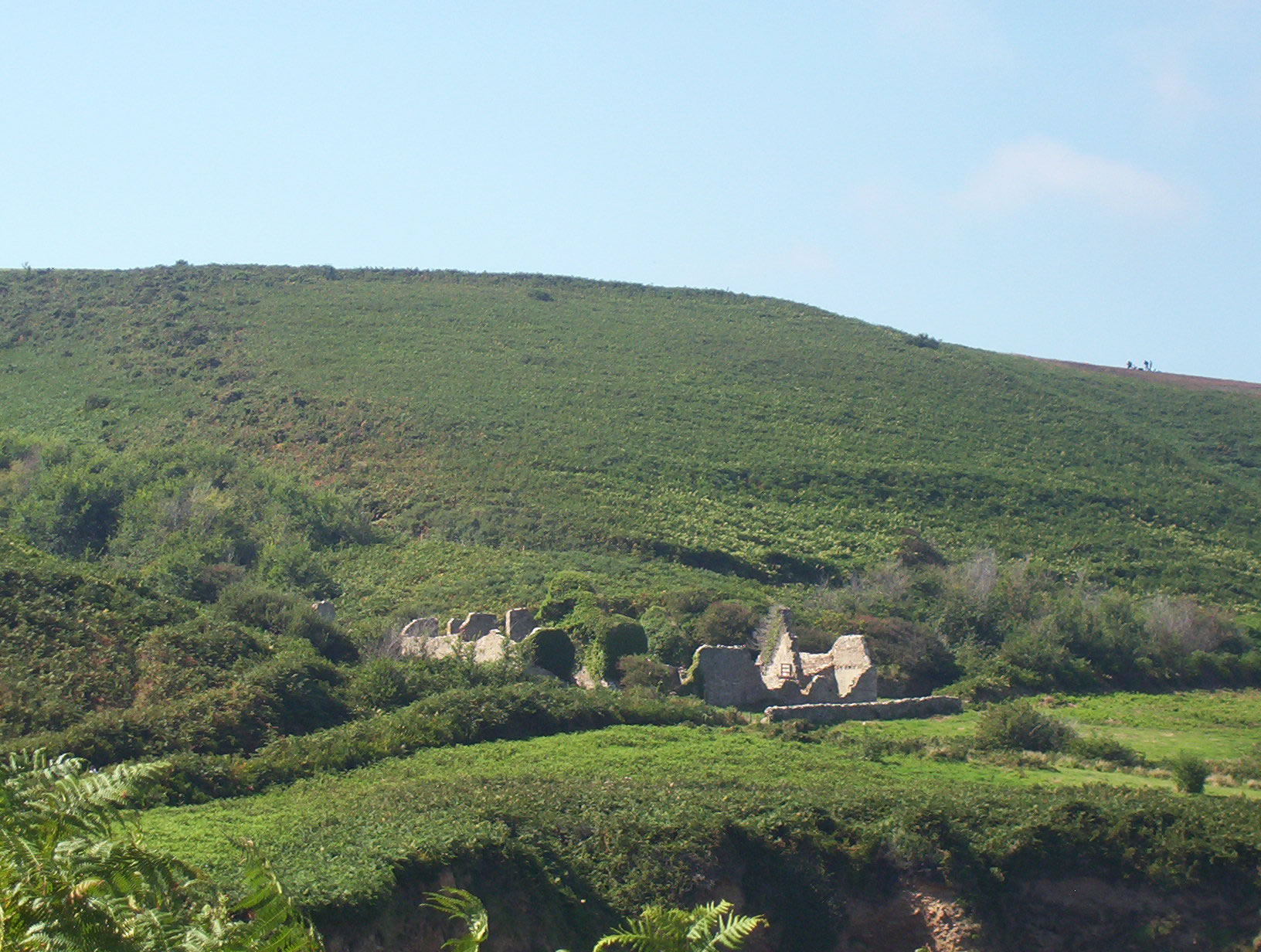
Les ruines de la Cotentine.

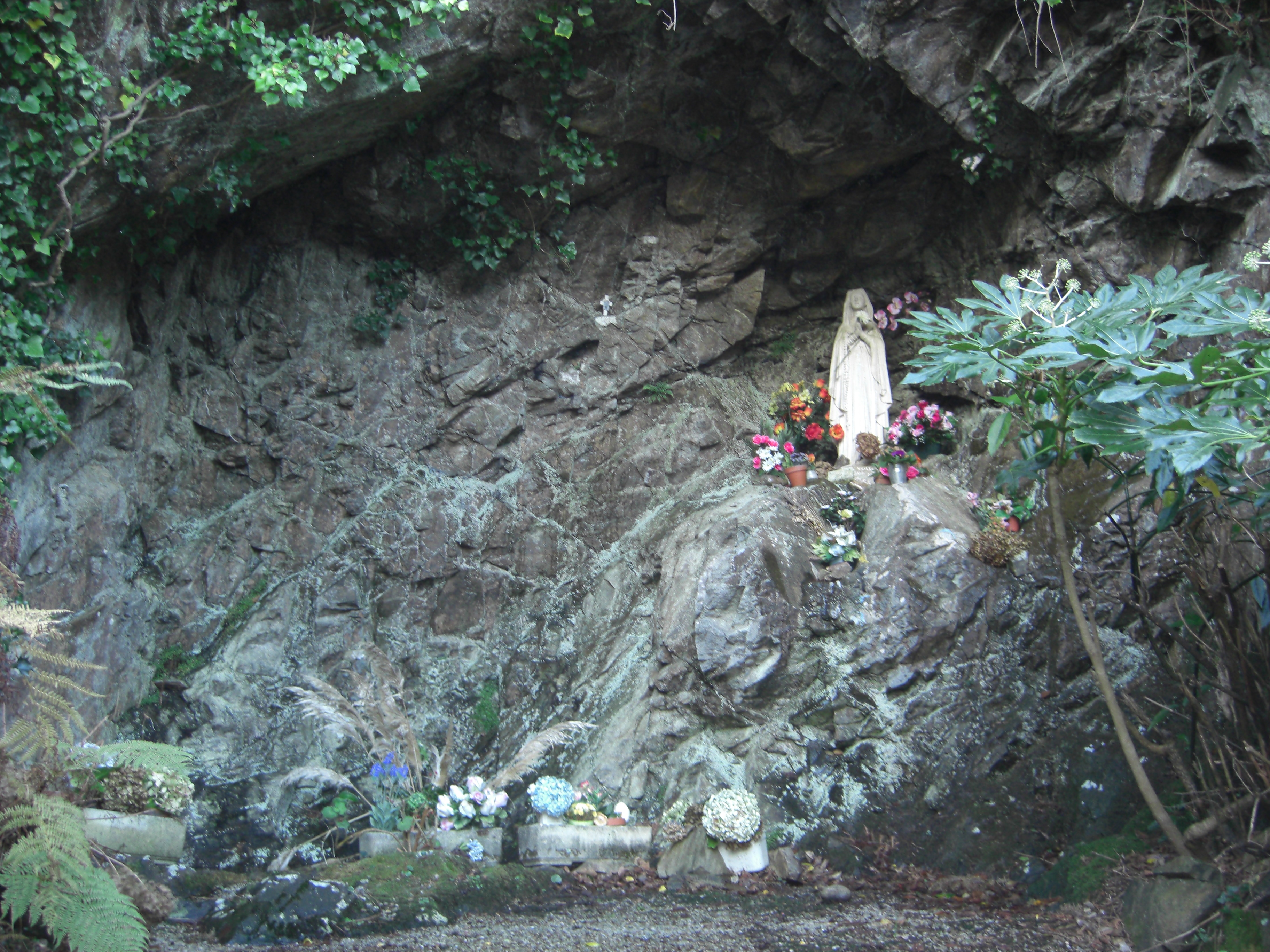
La grotte Notre-Dame.

- L'église gothique Saint-Jean-Baptiste de la seconde moitié du XIIIe siècle, restaurée aux XVe et XVIIIe siècles. L'édifice a été classé aux monuments historiques par arrêté du 9 juin 1971. Il abrite des fonts baptismaux du XVIIIe, des peintures murales du XIIIe : au nord, légende de saint Hélier et de saint Thomas Becket, au sud, saint Jean Baptiste et un trône de célébration du XVIIe classés au titre objet aux monuments historiques[27], des bénitiers du XVIe, une Vierge à l'Enfant, et des statues dont un saint évêque du XIVe, une verrière du XXe[14].
- Près du cimetière, subsistent les ruines de l'ancienne école paroissiale du XVIIIe siècle[28].
- Une croix, portant la date apocryphe de 1257, indique le chemin du manoir de l'Épine d'Hue et de la ferme du Tourp.
- La ferme-manoir Belle-Garde du XVIIe siècle, située à proximité de l'église, et datant de la même époque, faisait partie des trois grandes propriétés avec l'Épine d'Hue et le manoir du Tourp. À l'époque moderne, le manoir est la possession de la famille de Surtainville, seigneur d'Omonville[29].

- Le manoir du Tourp : ferme-manoir de la fin du XVIe siècle[30], bâti peut-être sur un édifice antérieur, qui a été restaurée avant l'an 2000, et qui accueille désormais des expositions, l'office du tourisme de la Hague, et un centre de ressources et de documentation sur la Hague. Le corps de logis principal est flanqué d'une solide tour. Il subsiste de son passé défensif une tourelle à meurtrières[31]. On accède à la cour par un imposant portail. Au-dessus du portail d'entrée, on peut voir un blason armorié peint figurant les armes de la famille de Sainte-Mère-Église, « d'azur à six aiglettes d'or, 3, 2 et 1 »[32].

En 1667, Pierre de Sainte-Mère-Église, seigneur du Tourps, construit la chapelle Notre-Dame pour servir de sépulture à sa famille. En 1754, un autre Pierre de Sainte-Mère-Église, seigneur d'Omonville et de Réthoville, avec son épouse Renée-Françoise-Hélène de Boran, dame de Mole, nomme la cloche de Réthoville. Dans la chapelle, deux verrières sont ornées par des blasons armoriés, la première avec les armes de Jacques de Surtainville « d'azur à deux chevrons d'argent accompagnés de trois coquilles de même », et de son épouse (1657), Charlotte de Sainte-Mère-Église.
- Ferme-manoir de l'Épine d'Hue.
- Ferme de la Cotentine. Ruines d'une grande ferme sur le « chemin des douaniers », consolidées par le Conservatoire du littoral.
- Motte, au sommet de la falaise dominant le fort d'Omonville, à l'est de la commune, dans le champ appelé le Clos de la Motte, à l'est de ce dernier. Forte butte de terre de forme grossièrement circulaire au sommet paraissant très plat, envahie de ronces qui en déforment les contours et la hauteur. Le champ dans lequel cette butte se trouve, dont la forme et les dimensions conviennent tout à fait pour une éventuelle basse-cour, est bien fermé par une haie très talutée comme on en trouve partout dans la région. Cette butte qui n'est pas très éloignée du lieu-dit Lait-Heu pourrait n'être qu'une défense avancée du port d'Omonville d'une époque plus ancienne[34].
- Au centre du bourg, tout à côté de l'église, se trouve un champ nommé la Motte. Bien qu'un toponyme soit un élément totalement insuffisant pour justifier de l'existence d'une motte, plusieurs éléments inclinent à penser qu'il en existait sans doute une sur cet emplacement. Au milieu d'un espace très bâti, ce champ entouré par quatre petites rues qui desservent le village et qui épousent parfaitement l'emplacement d'éventuels fossés, est resté jusqu'à nos jours sans construction. Du côté sud, le terrain est bordé par le ruisseau la Vallace[35].
- Ancien moulin de Cambrelo.
- Ancien fort du XVIe remanié au XIXe siècle. En 1562, il est cité comme étant en ruines dans un mémoire du maréchal de Matignon[36].
- Fontaine de la Maladrerie.
- Grotte Notre-Dame.
- Les carrières d'Omonville produisent une pierre granitique très utilisée dans la construction des monuments et fermes de la Hague.
- Le port naturel en eau profonde[37] du Hâble, placé ici par les Gallo-Romains et protégé par une digue, fait l'importance du village. Le port, jamais à sec, servit de base aux corsaires contre les navires ennemis[37].

### Patrimoine culturel

#### À l'écran
En 1978, Roman Polanski avait choisi les landes d'Omonville et la ferme du Tourp comme décors de son film Tess.
En 1983, certaines scènes du téléfilm Un bon petit diable y ont été tournées.
En 2005, Florence Moncorgé-Gabin y a tourné quelques scènes de son film, Le Passager de l'été.
En 2019, tournage du film chinois, The Hunting (Fox Hunt) de Leo Zhang .

#### En musique
À l'occasion d'une résidence artistique, La Rue Ketanou écrit une chanson inspirée de l'un des pêcheurs de la commune : le capitaine de la barrique.

### Personnalités liées à la commune
- Omonville est le berceau de familles de corsaires, dont les Clément et les Delamer. Parmi leurs enfants, on trouve Joachim Clément, né le 20 mars 1698, marié à Marie Madeleine Delamer le 18 novembre 1732, décédé avant 1773 (peut-être en mer). Comme capitaine, il fit la prise pour le Roi les 1er octobre et 10 novembre 1757 de sloops britanniques, et le 3 octobre de la même année, il arraisonne un bateau espagnol. Ces prises furent effectuées avec la corvette de 190 tonneaux, 16 canons Duc de Penthièvre qui appartenait à l'armement Chantereyne & compagnie, armé pour trois mois à la fois, pour une redevance mensuelle de 12 000 livres (divisé par tiers entre le Roy, le propriétaire et l'équipage constitué ici de 106 hommes et neuf mousses). Au mois de juillet 1758, il se fait prendre par une frégate anglaise de 36 canons. Un de ses petits fils né le 1er décembre 1779 est capitaine sur le Comte de Vauville[40].
- Jean-François de Cahouet (Omonville-la-Rogue, 1782 - 1836), militaire, préfet et homme politique.
- René Warcollier, parapsychologue, né à Omonville.
- Jacky Simon (1941-2017), international français de football, né à Omonville.